# لويس كاريرو بلانكو
لويس كاريرو بلانكو (بالإسبانية: Luis Carrero Blanco) ‏ (4 آذار 1904، سانتونيا، كانتابريا - 20 كانون الأول 1973، مدريد) عسكري وسياسي إسباني شغل مناصب عدة في حكومة فرانسيسكو فرانكو. اغتيل من قبل ايتا عندما كان يشغل منصب رئيس الوزراء خلال المرحلة النهائية من الديكتاتورية.
دخل الأكاديمية البحرية في 1918 وكان عمره 14 سنة وشارك في حملة المغرب (1924 - 1926). في بداية الحرب الاهلية الأسبانية لجأ إلى سفارات فرنسا والمكسيك لتجنب الموت من قبل الميليشيات الجمهورية، حتى حزيران 1937 تمكن من الفرار إلى منطقة المتمردين. قاد المدمرة وشقة وبعدها قاد غواصة، وأصبح رئيس العمليات في هيئة الأركان العامة للقوات البحرية.
وفي 1940 أصدر تقريرا يوصي فيه حياد إسبانيا في الحرب العالمية الثانية. ومنذ ذلك الحين أصبح من المقربين من الجنرال فرانكو، وصعد تدريجيا إلى مناصب كبيرة. عين مساعد وزيرة الخارجية (1941)، وزير الرئاسة (1951)، ثم نائب الرئيس (1967).
في حزيران 1973 عين رئيسا للحكومة، واقترح أن يصبح الرجل القوي في الدولة بعد وفاة فرانكو، ليستمر على نهجه، لكن اغتياله يوم 20 كانون الأول من 1973 في هجوم شنته منظمة ايتا في مدريد أحبط هذه التوقعات.

## روابط خارجية
- لويس كاريرو بلانكو على موقع الموسوعة البريطانية (الإنجليزية)
- لويس كاريرو بلانكو على موقع مونزينجر (الألمانية)